# Wencke Gwozdz
Wencke Gwozdz (* 31. Juli 1978) ist eine deutsche Sozialökonomin und Verbrauchsforscherin und seit 22. November 2024 Vizepräsidentin der Justus-Liebig-Universität Gießen (JLU).

## Leben
Wencke Gwozdz wurde nach ihrem Studium der Sozialökonomie an der Universität Hohenheim in Stuttgart 2009 im Fach Wirtschaftswissenschaften ebendort promoviert. Als Postdoc und später als Assistant Professor arbeitete sie rund zehn Jahre lang am Department of Intercultural Communication and Management sowie am Centre for Corporate Social Responsibility der Copenhagen Business School im dänischen Frederiksberg. Für Forschungsaufenthalte war sie mehrfach an der University of Western Australia Business School in Perth, an der sie seit 2015 Honorary Research Fellow ist.
Ab 2013 war sie an der Copenhagen Business School als Associate Professor in Transformative Consumer Behaviour and Sustainability tätig, seit Januar 2018 als Professorin für Sustainable Consumption und seit Januar 2023 als Visting Professor. Im April 2018 ist sie dem Ruf auf die Professur für Versorgungs- und Verbrauchsforschung an die JLU gefolgt und ist seit 2021 Prodekanin des Fachbereichs 09 – Agrarwissenschaften, Ökotrophologie und Umweltmanagement der JLU. Am 23. Oktober 2024 wurde sie vom Erweiterten Senat der JLU zur künftigen Vizepräsidentin für Forschung und Förderung des wissenschaftlichen Nachwuchses im ersten Wahlgang gewählt. Sie hat am 22. November 2024 ihre dreijährige Amtszeit angetreten.

## Engagement
Wencke Gwozdz ist Redaktionsmitglied verschiedener Fachzeitschriften und wurde in mehrere Gremien berufen, unter anderem in das Kuratorium der Dr. Rainer Wild-Stiftung und in das Koordinierungsgremium des Bundesnetzwerks Verbraucherforschung des Bundesministeriums für Umwelt, Naturschutz, nukleare Sicherheit und Verbraucherschutz (BMUV).

## Forschung
Die Forschungsinteressen der Verbraucherforscherin betreffen vor allem den nachhaltigen Konsum, das Gesundheitsverhalten und die Verbraucherpolitik mit einem Schwerpunkt auf Ernährung.